# Geissolepis suaedifolia
 Geissolepis suaedifolia  B.L.Rob., 1892 è una specie di piante angiosperme dicotiledoni della famiglia delle Asteraceae, sottofamiglia Asteroideae,  tribù Astereae (North American lineage) e sottotribù Geissolepinae. Geissolepis suaedifolia è l'unica specie del genere  Geissolepis  B.L.Rob., 1892; mentre Geissolepis  è anche l'unico genere della sottotribù  Geissolepinae   G.L.Nesom, 2020.

## Etimologia
Il nome scientifico della specie è stato definito dal botanico Benjamin Lincoln Robinson (1864-1935) nella pubblicazione " Proceedings of the American Academy of Arts and Sciences. Boston, MA" (  Proc. Amer. Acad. Arts 27: 177) del 1892.  Il nome scientifico del genere è stato definito nella stessa pubblicazione. Il nome scientifico della sottotribù è stato definito dal botanico Guy L. Nesom (1945-) nella pubblicazione " Phytoneuron. Digital Publications in Plant Biology" ( Phytoneuron 2020-53: 13 ) del 2020.

## Descrizione
Portamento. La specie di questa voce ha un habitus di tipo erbaceo perenne scarsamente pelosa.
Fusto. La parte aerea in genere è prostrata, semplice o ramosa. La parte sotterranea è stolonifera. Le radici sono fibrose.
Foglie. Le foglie in genere sono disposte in modo alternato. La lamina è succulenta con forme lineari-oblanceolate. La faccia adassiale è strigosa lungo le nervature.
Infiorescenza. Le infiorescenze sono composte da un capolino peduncolato sotteso da spesse brattee. I capolini sono formati da un involucro, con forme ampiamente turbinate, composto da diverse brattee, al cui interno un ricettacolo fa da base ai fiori di due tipi: fiori del raggio e fiori del disco. Le brattee, piatte e a consistenza erbacea, sono disposte in modo più o meno embricato e fortemente scalate su 4 - 5 serie. Il ricettacolo è provvisto di pagliette a protezione della base dei fiori; la forma è decismente conica.
Fiori.  I fiori sono tetra-ciclici (formati cioè da 4 verticilli: calice – corolla – androceo – gineceo) e pentameri (calice e corolla formati da 5 elementi). Si distinguono in:
- fiori del raggio (esterni): sono 8 - 12 per capolino, sono femminili e sono disposti su una sola serie; la forma è ligulata (zigomorfa);
- fiori del disco (centrali): sono più numerosi con forme brevemente tubulose (attinomorfe); sono ermafroditi.

- Formula fiorale:

*/x K {\displaystyle \infty }, [C (5), A (5)], G 2 (infero), achenio
- Calice: i sepali del calice sono ridotti ad una coroncina di squame.

- Corolla:

- fiori del raggio: la forma della corolla alla base è più o meno tubulosa-imbutiforme, mentre all'apice è ligulata; la ligula può terminare con alcuni denti; il colore è arancio-giallo;
- fiori del disco: la forma è tubulare gradualmente divaricata in 5 lobi; i lobi, patenti o eretti, hanno una forma deltata o più o meno lanceolata; il colore è arancio-giallo.

- Androceo: l'androceo è formato da 5 stami sorretti da filamenti generalmente liberi; gli stami sono connati e formano un manicotto circondante lo stilo; le teche (produttrici del polline) alla base sono troncate e sono lievemente auricolate (molto raramente sono speronate o hanno una coda); le appendici apicali delle antere hanno delle forme piatte e lanceolate; il tessuto endoteciale (rivestimento interno dell'antera) è quasi sempre polarizzato (con due superfici distinte: una verso l'esterno e una verso l'interno). Il polline è sferico con un diametro medio di circa 25 micron;  è tricolporato (con tre aperture sia di tipo a fessura che tipo isodiametrica o poro) ed è echinato (con punte sporgenti).[10][12]

- Gineceo: l'ovario è infero uniloculare formato da 2 carpelli.[6] Lo stilo (il recettore del polline) è profondamente bifido (con due stigmi divergenti) e con le linee stigmatiche marginali separate.[13] I due bracci dello stilo hanno una forma triangolare e possono essere papillosi o ricoperti da ciuffi di peli.

Frutti. I frutti sono degli acheni con pappo;
- achenio: gli acheni, obovati e leggermente compressi, hanno 3 - 4 angoli con 8 coste longitudinali (le coste sono arancio-resinose); la superficie è cosparsa di setole con punte a forma di ancora;
- pappo: il pappo è formato da 6 - 8 strette setole/scaglie uncinate-cigliate.

## Biologia
Impollinazione: tramite insetti (impollinazione entomogama tramite farfalle diurne e notturne).

Riproduzione: la fecondazione avviene fondamentalmente tramite l'impollinazione dei fiori.

Dispersione: i semi cadono a terra e vengono dispersi soprattutto da insetti come formiche (disseminazione mirmecoria). Un altro tipo di dispersione è zoocoria: gli uncini delle brattee dell'involucro (se presenti) si agganciano ai peli degli animali di passaggio che portano così i semi anche su lunghe distanze. Inoltre per merito del pappo il vento può trasportare i semi anche per alcuni chilometri (disseminazione anemocora).

## Distribuzione e habitat
La specie di questa voce è distribuita in Messico.

## Sistematica
La famiglia di appartenenza di questa voce (Asteraceae o Compositae, nomen conservandum) probabilmente originaria del Sud America, è la più numerosa del mondo vegetale, comprende oltre 23.000 specie distribuite su 1.535 generi, oppure 22.750 specie e 1.530 generi secondo altre fonti (una delle checklist più aggiornata elenca fino a 1.679 generi). La famiglia attualmente (2021) è divisa in 16 sottofamiglie; la sottofamiglia Asteroideae è una di queste e rappresenta l'evoluzione più recente di tutta la famiglia.

### Filogenesi
La tribù Astereae (una delle 21 tribù della sottofamiglia Asteroideae) comprende circa 40 sottotribù. In base alle ultime ricerche nella tribù sono stati individuati (provvisoriamente) 5 principali lignaggi:
- Basal grade: include alcuni generi isolati, il gruppo "South American-Oceania",  alcune sottotribù africane e il gruppo dei generi legnosi del Madagascar.
- Bellis lineage: comprende le sottotribù eurasiatiche e una sottotribù africana.
- Aster lineage: include i generi asiatici di Asterinae e i principali gruppi dell'Australia e dell'Oceania.
- Baccharis lineage: include alcuni gruppi sudamericani.
- North American lineage: include la vasta gamma di sottotribù del Nord America, Messico e alcuni gruppi distribuiti nel Sudamerica.

Il genere  Geissolepis (insieme alla sottotribù Geissolepinae) è incluso nel lignaggio "North American lineage". In precedenti trattazioni è stato considerato imparentato con i generi Astranthium e Townsendia (sottotribù Astranthiinae), con i quali condivide un ricettacolo conico, pappo ridotto, e peli achenici a forma d'ancora, ma i dati molecolari indicano che si tratta di un elemento basale del clade Nord Americano. Attualmente la sottotribù Geissolepinae fa parte (da un punto di vista filogenetico) di un gruppo formato dalle sottotribù Conyzinae, Chrysopsidinae, Astranthiinae e Chaetopappinae.
I caratteri distintivi della specie  Geissolepis suaedifolia sono:
- la pianta è succulenta con portamento prostrato;
- il pappo è formato da 6 - 8 strette scaglie triangolari uncinate all'apice;
- il ricettacolo ha le pagliette.

Il numero cromosomico delle specie di questo genere è: 2n = 16 o 18.